# Crickhowell
Crickhowell (Crug Hywel in het Welsh) is een plaats in het Welshe graafschap Powys.

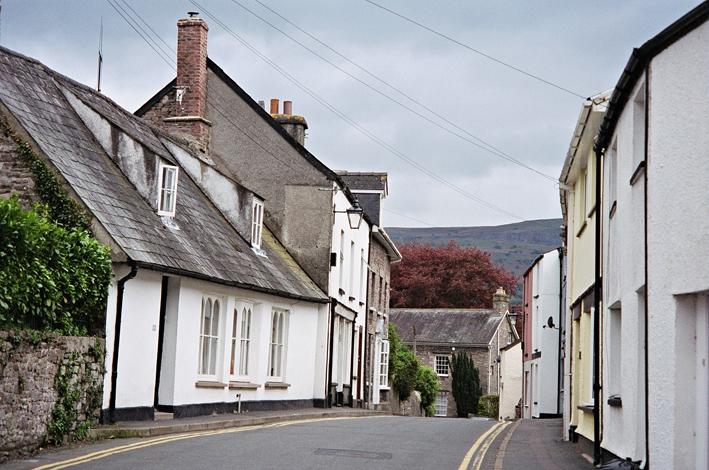
Straatbeeld

Crickhowell telt 2800 inwoners.